# Déli-Alsó-Kalifornia kormányzóinak listája

Déli-Alsó-Kalifornia állam elhelyezkedése Mexikóban

A mexikói Déli-Alsó-Kalifornia állam 1974-ben jött létre, az állam élén egyetlen kormányzó áll. A jelenlegi szabályok szerint a kormányzót 6 évre választják, mandátuma szeptember 10-én kezdődik, és hat év múlva, szeptember 9-én ér véget. Egy kormányzó semmilyen körülmények között nem választható újra. Az államot eddig irányító kormányzók a következők voltak:
| Időszak   | Kép | Kormányzó                             | Párt   |
| --------- | --- | ------------------------------------- | ------ |
| 1975–1981 |     | Angel César Mendoza Arámburo          | PRI    |
| 1981–1987 |     | Alberto Andrés Alvarado Arámburo      | PRI    |
| 1987–1993 |     | Alberto Andrés Alvarado Arámburo      | PRI    |
| 1993–1999 |     | Guillermo Mercado Romero              | PRI    |
| 1999–2005 |     | Leonel Efraín Cota Montaño            | PRD    |
| 2005–2011 |     | Narciso Agundez Montaño               | PRD    |
| 2011–2015 |     | Marcos Alberto Covarrubias Villaseñor | PAN    |
| 2015–2021 |     | Carlos Mendoza Davis                  | PAN    |
| 2021–2027 |     | Víctor Manuel Castro Cosío            | Morena |